# Kaleido Star
Kaleido Star (カレイドスター Kareido Sutā?) es una serie de anime producida por Gonzo y emitida en Japón por TV Tokyo desde el 3 de abril de 2003 hasta el 27 de marzo de 2004, con un total de 51 episodios divididos en dos temporadas, la primera de 26 episodios y la segunda de 25.
En Latinoamérica fue licenciada por Televix Entertainment para su distribución en la región y emitida desde el 1 de noviembre de 2004 hasta el 10 de enero de 2005 por Cartoon Network, y posteriormente en Boomerang. En Chile se estrenó en el año 2006 por Mega y Etc...TV, siendo retransmitida el año 2008. La primera temporada se reestrenó para México el 23 de noviembre de 2009 en el canal de TV abierta Once TV y se transmitió hasta el 4 de septiembre de 2010.

## Argumento

### Primera temporada
Sora Naegino, es una joven japonesa con un gran talento para la acrobacia. A los 6 años pierde a sus padres, al poco tiempo de asistir al Kaleido Stage para ver la obra "Alicia en el país de las maravillas". Un primo de su padre decide cuidarla y ella acepta, manteniendo en su corazón, el sueño de convertirse en parte del Kaleido Stage, un circo que se caracteriza por realizar obras de teatro. Diez años después, Sora llega a América con la esperanza de dar una audición para el Kaleido Stage, el circo de fama mundial que la ha cautivado desde su infancia. Sin embargo, corre con dificultades tan pronto llega: se pierde camino al Stage, es acosada por un misterioso hombre que observa muy de cerca sus musculosas piernas, y le roba su maleta un ágil ladrón. Empleando sus habilidades acrobáticas, Sora detiene al criminal. 
Un oficial de policía muy amable le ayuda a llegar a Kaleido Stage, pero una vez allí, ella descubre que ha perdido la audición. Su ídolo, la estrella Layla Hamilton, le aconseja (fríamente) volver a Japón, pero la inesperada lesión de una de las artistas le proporciona a Sora una nueva oportunidad. Quien le da esta extraña oportunidad es el dueño del Stage, Kalos Eido (quien resultó ser el misterioso hombre que le acoso). Después de un esfuerzo vacilante y a pesar de haber mostrado una gran actuación, la alegría de Sora se desvanece luego de que Layla critica duramente su "pésimo" trabajo y la despide del escenario. Muy triste, Sora se prepara para regresar a Japón, pero Kalos la reconsidera para que trabaje en el circo y le dice a Layla que algún día la gente va a venir a ver la actuación de Sora porque va a ser el principal atractivo del circo. 
Sora pasa el comienzo de la temporada excluida del escenario, pues los demás artistas pensaban que tenía una relación con el director por ganar tan rápido un puesto. Layla es particularmente fría y dura con ella, ya que ve a la protagonista como una molestia o incluso, una amenaza. Con la ayuda de sus amigos (director de escena Ken Robbins, las artistas Mia Guillem y Anna Heart y la joven Marion Begnini), y con mucho trabajo y determinación, Sora empieza a ganarse el respeto de aquellos a su alrededor. Su increíble personalidad gana una variedad de amistades (incluyendo el de una foca bebé, a la cual salva al encontrarla abandonada), Así como varios papeles cada vez más importante en las producciones. Con el tiempo, incluso se las arregla para formar una amistad con Layla. 
Sin embargo, las cosas empiezan a ir mal cuando el padre de Layla la presiona para dejar el escenario, además de un complot interno para robar y cerrar el Kaleido Stage por parte de Yuri (compañero de Layla), con motivo de vengarse de Kalos. Sora debe depender de su personalidad ganadora, trabajo duro y una estrecha amistad para mantener a flote el escenario.

### Segunda temporada
En la segunda temporada de Kaleido Star, Sora vuelve a los escenarios después de intentar la legendaria "técnica fantástica" con Layla. Esto deja a Layla con el hombro lesionado y la imposibilidad de poder seguir en el escenario. La ausencia de su coestrella, después de haberse retirado para seguir una carrera en producciones de Broadway, induce un ligero descenso del Kaleido Star. A causa de este percance, Kalos lleva a un nuevo recluta, Leon Oswald (un noble artista en el trapecio). Al parecer, en primer lugar, León recuerda a alguien a su hermana llamada Sophie debido a la presencia de Sora, y, a veces, esto causa que sea realmente grosero o realmente dulce con Sora. 
A pesar de ello- sin embargo, León no acepta a Sora como digna de estar en el escenario con él. Esto lleva a los mejores talentos de los nuevos reclutas del Kaleido Stage (May Wong, acróbata y patinadora) a desafiar a Sora, sobre la posición de ella como la compañera de León y estrella del espectáculo. 
Sora en la temporada asiste al festival de circo en París, pero los competidores van a hacer todo para alcanzar el título de "ganador del festival"; traicionar, engañar, o incluso atacar a sus oponentes. La atmósfera crea esta actitud la cual no augura nada bien a Sora en sus optimistas y ultra-idealistas perspectivas. Esto es le causa a retirarse de la competencia en medio de su acto (La Técnica Angelical) con el redimido Yuri Killian, dejando amigos, la familia y, lo peor de todo, dejando a Layla decepcionada y a otros igual de decepcionados con ella.En el momento que Leon descubre que Sora puede realizar la técnica angelical y que lo único que le falta es perfeccionarla se interesa en que Sora sea su compañera. Esto causa un conflicto entre Yuri y Leon el cual es resuelto gracias a Sora. 
La mayor parte de la temporada se centra en la búsqueda de Sora, los interrogatorios, y la aplicación de nuevos sueños. Después de muchos ensayos y rechazos, Sora aspira a convertirse en una "Verdadera Kaleido Star", mientras que la creación de un escenario divertido, sin conflictos, se vuelve su nuevo sueño a la vez Sora le da vida al escenario Haciendo en su actuación de la técnica angelical le devuelva su sonrisa a todos los espectadores haciendo del escenario Kaleido un lugar cálido donde no hay competencia ni tensión lo cual deja a Layla Hamilton un poco asombrada. Al contrario de las experiencias en el festival de París .

### OVAs

#### Kaleido Star: Nuevas Alas, Magnífico Escenario
Kaleido Star: New Wings Extra Stage (カレイドスター 新たなる翼－EXTRA STAGE－ Kaleido Star: Nuevas Alas, Magnífico Escenario?), también traducido como La increíble princesa que no sonreía, es la 1.ª OVA del anime Kaleido Star. Trata de Rosetta, y de lo que pasa después de la “técnica angelical” realizada por Sora. Durante una entrevista realizada a Sora, Fool señala como próxima estrella de Kaleido a Rosetta, por lo que Yuri hace el anuncio de una nueva obra donde Rosetta tendrá el papel protagónico. A Rosetta se le ha dado la tarea, por parte de Mia, de lograr el personaje de una princesa que no podía sonreír, ella cree lograrlo por su experiencia pasada, pero no logra interpretar el papel, lo cual hace cuestionarse su talento en el Escenario Kaleido.

#### Kaleido Star: La leyenda del Fénix ~La Historia de Layla Hamilton~
Kaleido Star ~Layla Hamilton Monogatari (カレイドスター Legend of Phoenix ～レイラ・ハミルトン物語 La leyenda del Fénix ~La Historia de Layla Hamilton~?) es la 2ª OVA del anime Kaleido Star, trata sobre Layla, la cual va a realizar la actuación del Phoenix en Broadway. Para realizar esta labor, se embarca en un viaje en bicicleta, sin decir nada a nadie, para descubrir qué es lo que le falta para lograr el personaje.En este ova hablan en si de la muerte de la mama de Layla de como ella lo sufrió y como lloraba y le reclamaba a su madre su ausencia y de como se prometió a ella misma dejar de llorar al morir su mama.Layla al descubrirse a sí misma se corta el pelo y llora y como Sora la buscaba la encuentra llorando.Hay que recordar que no solo Layla intenta interpretar el papel de un Fenix sino también Sora. Termina el ova con la interpretación de ambas.

#### Kaleido Star: Good day yo! Goood!!
Kaleido Star: ¡Buenos días! ¡Bueeenos!, es la 3ª OVA, de 22 minutos que se hace de gráficos por ordenador. Todos los personajes se presentan en animación. La OVA (Sinónimo de Película o Original Video Anime) se divide en tres partes. La primera parte es una lección de cocina china que presenta May Wong; el plato que se presenta es Mapo Doufu. La segunda parte es una lección sobre cómo usar el diábolo de Rosetta Passel. La parte final es una lección de jerga presentada por Marion y Jonathan a Sora.

## Personajes

### Sora Naegino
Seiyū: Ryō Hirohashi
Actriz de doblaje: Shirley Marulanda (Colombia)
Sora Naegino (苗木野 そら Naegino Sora?) viene de Japón y es la protagonista de la serie, es una chica de 16 años, con una actitud muy alegre e impulsiva (y a veces algo torpe). En ocasiones se deja llevar por la desesperación y la derrota, pero con el apoyo de sus amigos siempre logra ponerse de pie y continuar. Usa un polo blanco y un orevol tipo jean que le queda ajustado.
Su trabajo en el Kaleido Star comenzó un día en el que una de las acróbatas se había lastimado, y necesitaban un reemplazo. Sora se ofrece para reemplazar a la acróbata y finalmente la aceptan. Cuando acabaron el show fue todo un éxito. Kalos Eido (el dueño del Escenario Kaleido), nota su gran talento y la contrata de inmediato, provocando resentimiento de los demás acróbatas que tuvieron que audicionar. Aunque los padres adoptivos de Sora no estaban de acuerdo, ella aceptó.
Sora ha tenido grandes rivales en el circo Kaleido Stage, quienes ponen a prueba su talento, una de ellas será Layla Hamilton, actual estrella de Kaleido que al principio no la aprecia pero con el paso del tiempo llegara a ver sus grandes cualidades llegando juntas trabajar en muchas acrobacias incluyendo la legendaria técnica Fantástica quedando Layla lastimada de un brazo gravemente después de eso deja por un tiempo el circo, dándole la oportunidad a Sora, con quien desarrollará un estrecho vínculo al paso del tiempo . Y así empieza la historia de Sora en el Escenario Kaleido. Desde el episodio "los fantásticos lazos familiares" ella tiene una hermanita, Yume. En la segunda temporada tiene mucho problemas con Leon Oswald y de paso enfrenta a una nueva rival llamada May Wong con quien Sora se lleva muy mal al principio pero terminará siendo grandes amigas de a poco, en unos episodios más avanzados en la segunda temporada, se le presentaran retos aún más difícil de los que ya había realizado.
- Edad:16 años (al inicio de la serie)
- Cumpleaños: 24 de noviembre
- Estatura: 1.60
- Tipo de Sangre: A+
- Peso:48 kg
- Color de Cabello: Violeta

## Contenido de la obra

### Anime

#### Episodios
El anime consta de 51 episodios, 26 son de la primera temporada, y 25 de la segunda, además, existe una OVA la cual es confundida con el capítulo 52, por lo cual es tomada como un episodio más.

Nota: Los episodios del El increíble prólogo del estrellato al parecer no fueron transmitidos en Latinoamérica, por lo que se pueden confundir con especiales, pero en realidad son episodios normales por esta razón al buscar y ver los episodios en internet solo aparecen 49 y la OVA (Película) de Rosetta Passel.

#### Música
AleX R. - Dreams (Progressive Version)

##### Opening
- "Take it Shake It" por Sugar (Episodios 1–13)
- "Yakusoku no basho e" (約束の場所へ Yakusoku no basho e?) por Chihiro Yonekura (Episodios 14–26)

Letra: Chihiro Yonekura
Música: Chihiro Yonekura
- "Tattoo Kiss" por r.o.r/s (Episodios 27–51)

Letra: Mizue
Música: Dream Field
Arreglo: Keiji Tanabe
OVAs
- "Blanc et Noir" por Ryō Hirohashi y Kaori Mizuhashi (The Amazing Princess Without a Smile OVA)
- "Ray of Light" por Sayaka Ōhara (Legend of Phoenix ~Layla Hamilton Monogatari~ OVA)

Letra: Yuki Matsuura
Música: Mina Kubota
Arreglos: Yuki Matsuura

##### Ending
- "Real Identity" por Sugar (Episodios 1–13)
- "Boku wa kokoni iru" (僕はここにいる Boku wa kokoni iru?) por Sophia (Episodios 14–26)
- "Escape" por r.o.r/s (Episodios 27–50)

Letra: Mizue
Música: Keiji Tanabe
Arreglos: Kenji Tanabe
- "Yakusoku no basho e" (約束の場所へ Yakusoku no basho e?) por Chihiro Yonekura with Kaleido Stars (Episodio 51)

OVAs
- "Tattoo Kiss" por r.o.r/s (The Amazing Princess Without a Smile OVA)
- "Golden Phoenix ~Nando demo~" (Golden Phoenix ~何度でも~, "Golden Phoenix ~Nando demo~"?) por Sayaka Ōhara (Legend of Phoenix ~Layla Hamilton Monogatari~ OVA)

Letra: Kaleido Stage
Música: Hitoshi Sakimoto
Arreglos: Hitoshi Sakimoto

##### Insertada
- "Ray of Light" por Layla Hamilton (Sayaka Ōhara) (Episodio 50)

### Manga
Un manga titulado Kaleido Star~ Wing of the future comenzó su serialización en la Shōnen Fang Magazine y fue publicado el 19 de febrero del 2007. La historia tiene lugar quince años después de los acontecimientos de la serie de anime y gira en torno a la hermana menor de Sora, Yume. Debido a que Sora no ha visitado su familia en años por razones desconocidas, Yume se une a Kaleido Stage con la esperanza de encontrarla.
Algunos nuevos personajes se han introducido, los viejos también han vuelto incluidos Yuri Killian, May Wong, Marion Benigni, Jonathan, Mia Guillem, Ken Robbins, Jean Benigni y Rosetta Passell.
La serialización en Shōnen Fang Magazine concluyó en septiembre de 2007.

### Novela
Una novela ligera llamada La asombrosa boda del Señor Policía (ポリスのすごい結婚式 Porisu no Sugoi Kekkonshiki?) en la que se sucede la boda de Jerry, donde Sora, Anna y Mia son las damas de honor. Fue publicada el 10 de febrero del 2006.

## Recepción

### Primera temporada
En un examen del primer volumen, Anime News Network llama la serie "pelusa del corazón, sin demasiadas calorías de azúcar" y elogió la voz japonés emitidos para actuaciones estelares, con especial atención a Ryo Hirohashi y Takehito Koyasu. En el Anime en DVD también Koyasu señaló el rendimiento, la calidad de la animación en el desempeño de las escenas, y el cumplimiento de la culminación del último episodio. Underland Online señaló Kaleido Star como "... una extraordinaria serie, se encuentra en una clase todas sus propias".

### Segunda temporada
A pesar de que se deje intimidar por la recapitulación de episodios, Anime News Network positivamente examinó el primer Volumen de Kaleido Star: Nuevas Alas. Si bien la crítica de la historia como "salida directamente desde el playbook drama del género Shōjo", el examen elogio lo visual, afirmando que "lo mejor de Kaleido Star es, por mucho, es la increíble animación y los valores de la producción. Las escenas de circo son tremendamente originales y, a veces impresionantes, la calidad de la animación no disminuyó en lo absoluto en la segunda temporada". Cynthia Martínez también ganó elogios por el desarrollo de su actuación como Sora. Anime Advance también se fijó en el primer volumen y es muy alabado, señalando que "Kaleido Star recibe mi más alta posible recomendación. Se trata de un espectáculo de sueños que se hacen realidad".
Resumiendo la serie, Chris Beveridge de Anime en DVD dijo que "Kaleido Star ha sido una gran serie con un global de algo débil segunda temporada que realmente tomó su tiempo para encontrar su propia voz; pero que aún es una serie que es muy fácil recomendar en su conjunto y que es un gran valor de mostrar a un público más joven". ActiveAnime Holly's Ellingwood comentó que; "El final es climáticas y el cumplimiento". y que se resumen las series como "Un anime que es una pura alegría de ver, estimulante, Kaleido Star es una serie de agitación que es a la vez fuente de inspiración, y es notable".

### Kaleido Star: 1.ª OVA
Anime en DVD proclamó el OVA de ser "una bella pieza de trabajo y la mejor manera de cerrar las cosas por un tiempo, ya que es mucho más orientado a la comedia y el lado más ligero de los personajes ... Es un pequeño gran auto que figuran historia que juega fuerte en una manera similar al último episodio de la serie bastante, pero sin tanta angustia y las penurias asociadas con ella. Deja usted riendo de verdad y sonriendo al final del disco".

## Curiosidades
- El primer episodio de la adaptación inglesa apareció en la edición de enero del 2004, de la revista Newtype.
- Luci Christian, voces de Sarah y Kate en la versión en inglés, declaró en una entrevista que esto de las voces ocurre porque "los patrones de voz pueden realmente establecer sus voces aparte".
- Un circense japonés, Dio Kobayashi, es acreditado por ser un asesor especial en la serie.